# Banda de Lucero
Banda de Lucero es una localidad del departamento Tinogasta, en el oeste de la provincia Argentina de Catamarca. Constituye una comuna del municipio de Tinogasta.

## Geografía
El pueblo de Banda de Lucero se encuentra ubicado al margen del río Abaucán a 17 km de la ciudad de Tinogasta. Forma parte del distrito de Copacabana.
En sus orígenes fue habitada por diferentes asentamientos aborígenes destacándose Abaucanes y Pituiles (civilización Diaguita).
El nombre "Banda de Lucero" se remonta a la llegada de los colonizadores, por algunas referencias de los lugareños, se sabe que los primeros colonos en arribar al pueblo fueron 7 hermanos de apellido Lucero enviados a pedido del delegado del Virrey de ese entonces.

## Población
Cuenta con 268 habitantes (INDEC, 2010), lo que representa un descenso del 9,5 % frente a los 296 habitantes registrados en el censo anterior (INDEC, 2001). La principal actividad económica de la localidad es la ganadería y la agricultura. Si bien se observa un éxodo de jóvenes en busca de mejores oportunidades, muchos optan por permanecer en el pueblo y dedicarse al trabajo rural
| Gráfica de evolución demográfica de Banda de Lucero entre 1991 y 2010 |
|                                                                       |
| Fuente: Censos nacionales del INDEC                                   |

### La Sociedad y su Evolución
Los primeros pobladores fueron grupos pequeños compuestos por unas pocas familias. Con el tiempo, la población creció debido al desarrollo de la agricultura y la ganadería en la zona, predominando el ganado ovino, caprino y bovino. La vida en aquellos tiempos era sacrificada, y tanto hombres como mujeres y niños debían realizar diversas tareas, desde el cultivo hasta el hilado y el pastoreo de animales. 
Hacia 1920, se produjo un importante éxodo de la población. Muchas familias migraron en busca de trabajo, principalmente hacia la provincia de Salta, donde se vincularon a la cosecha de caña de azúcar. Este fenómeno se repitió año tras año. En las décadas de 1940 y 1950, otro éxodo tuvo lugar, esta vez protagonizado en su mayoría por jóvenes que decidieron partir hacia el sur del país, atraídos por las oportunidades laborales generadas por la industria petrolera.

### El pueblo y algunas problemáticas
Banda de Lucero es un pueblo con múltiples necesidades. Su desarrollo ha sido lento desde su origen. La llegada de la energía eléctrica se concretó recién el 17 de octubre de 1985.
Una de las problemáticas más preocupantes es la falta de un puente que conecte Banda de Lucero con el poblado vecino de Copacabana. Esta necesidad se vuelve crítica durante la temporada de lluvias, cuando la crecida del río Abaucán impide completamente el cruce, dejando al pueblo aislado por días y dificultando el abastecimiento de bienes esenciales. Durante el invierno, cuando el cauce del río disminuye, los habitantes improvisan un puente que permite el cruce tanto a pie como en vehículos.

## Imágenes

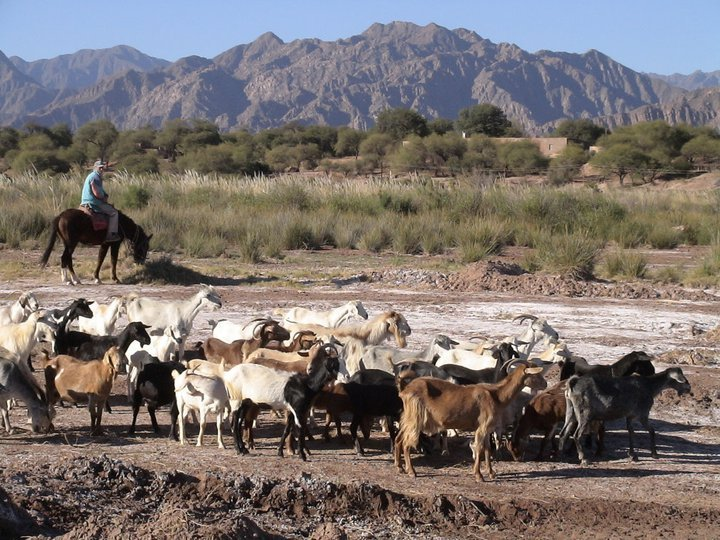
Poblador pastoreando un rebaño de cabras.
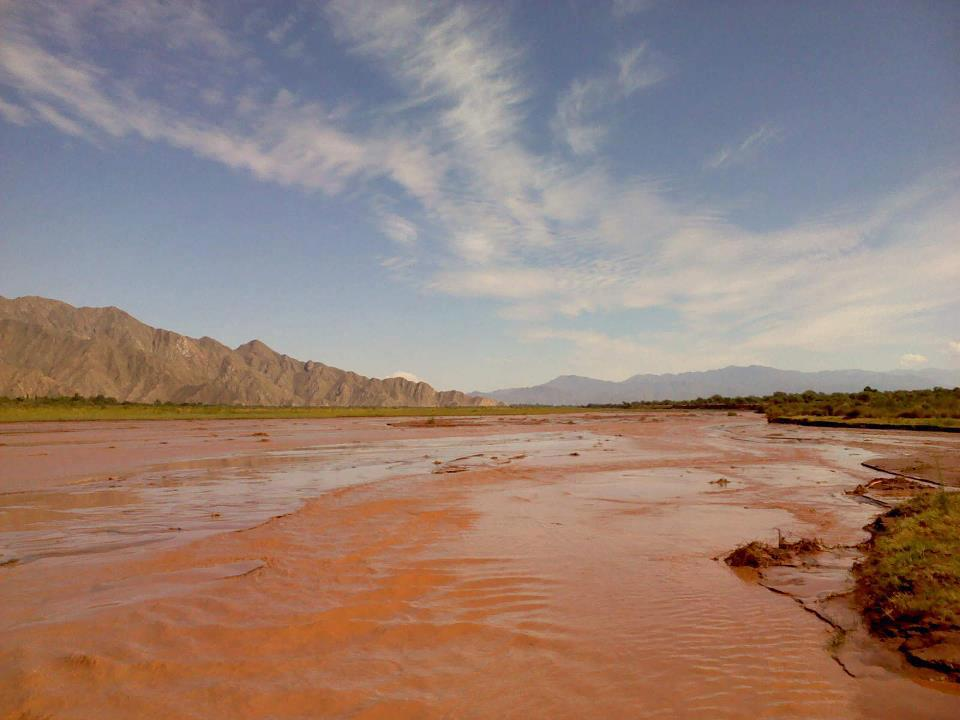
Río Abaucán a la altura de Banda de Lucero.
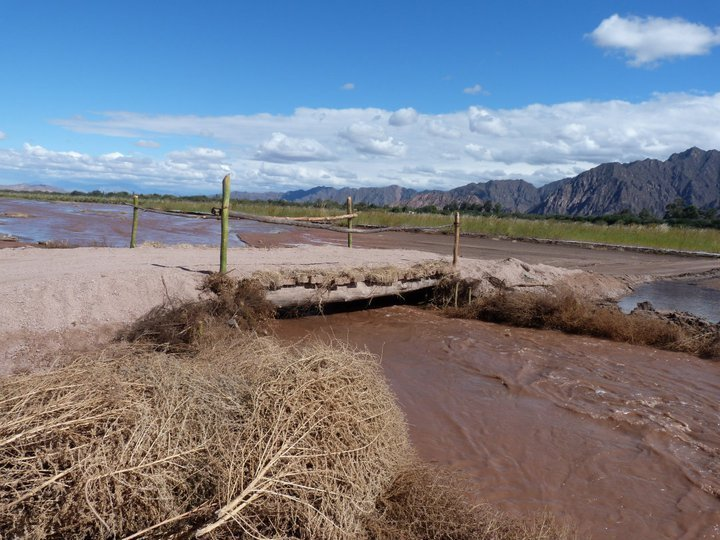
Puente improvisado en la ausencia de crecidas.
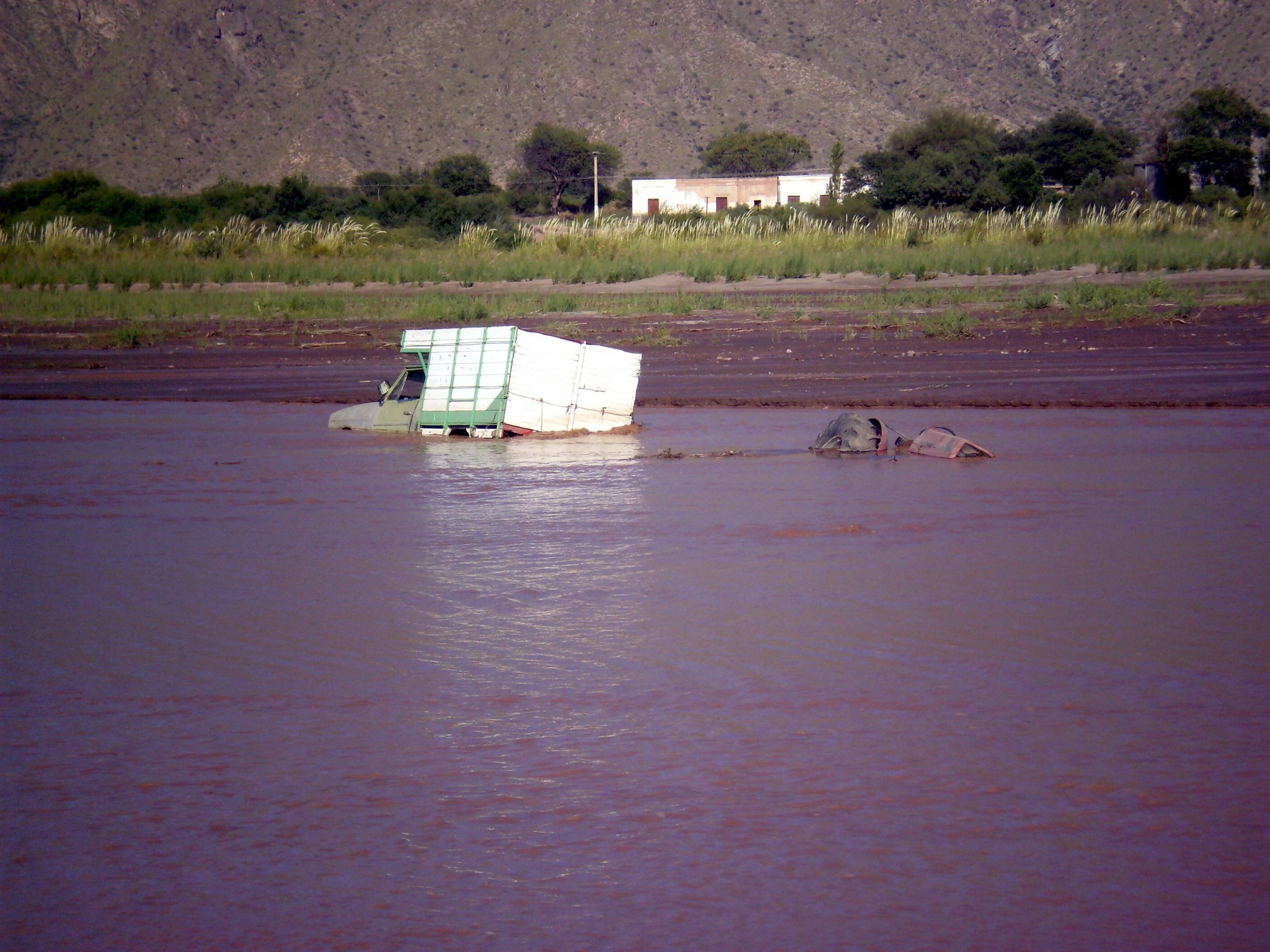
El Abaucán crecido.